# برايان أشتون (لاعب اتحاد الرغبي)
برايان أشتون (بالإنجليزية: Brian Ashton)‏ هو مدرب رياضي بريطاني، ولد في 3 سبتمبر 1946 في لي في المملكة المتحدة.

## وصلات خارجية
- برايان أشتون عل موقع إسبنسكروم (الإنجليزية)